# 红宝石山脊事件
红宝石山脊事件是一起严重的警民冲突，发生于美国爱达荷州邦德里縣那不勒斯附近的红宝石山脊（英語：Ruby Ridge）。1992年8月21日，居住于此地的兰迪·韦弗（英語：Randy Weaver）面对美國聯邦政府对他的枪支指控，因未能按时出庭而遭美国法警局（USMS）前来逮捕。韦弗与他的家人，连同他的友人凯文·哈里斯据守在他家的小屋内，与美国法警和联邦调查局的人质拯救队进行了11天的对峙。事件直接导致了韦弗的儿子萨米（英語：Sammy）、妻子薇姬（英語：Vicki）和法警威廉·弗朗西斯·德根（英語：William Francis Degan）的死亡。
在随后的联邦法庭审判中，韦弗的辩护律师盖瑞·斯彭斯指控介入事件的联邦调查局、美国法警、美国烟酒枪炮及爆炸物管理局和爱达荷州聯邦檢察官有“犯罪性的渎职行为（英語：criminal wrongdoing）”。审判结束后，美国司法部的职业责任办公室组成红宝石山脊事件专案组，对指控作出调查。1994年，专案小组的报告向大眾公布，對所有参与事件的政府机构之政策提出了质疑。
为解答公众對红宝石山脊事件的疑问，从1995年9月6日到1995年10月19日，美国参议院的恐怖主义、技术和政府信息小组委员会（英語：Senate Subcommittee on Terrorism, Technology and Government Information）举行了共计14天的听证会，并在随后发布了一份报告，呼吁美国联邦政府改革执法以防止同類事件发生，以恢复公众对联邦政府执法的信心。值得注意的是，1993年的韦科惨案与此事件具有一定相似性，部分涉及的政府部門及指揮官與本次事件相同。

## 起因与发展
兰迪·韦弗（英語：Randy Weaver）曾是爱达荷州某工厂的一名工人，也是美國陸軍特種部隊退伍軍人。他的妻子薇姬（英語：Vicki Weaver）从1978年就開始不斷重複得到夢兆，認為世界末日迫在眉睫。因此，在他们的长子薩米（英語：Sammy Weaver）出生后不久，他们就开始變賣家产，并学习如何在没有电力的情况下生活。1983年，韦弗夫妇购买了位于红宝石山脊的20英畝（8.1公頃）土地，开始筹建一间小木屋。韦弗的地产位于爱达荷州北部的邦德里县，具体位置在那不勒斯驯鹿岭（英語：Caribou Ridge）对面的红宝石小河（英語：Ruby Creek）附近的一个山坡上。在這裡，夫婦為孩子薩米提供在家教育。
1984年，兰迪·韦弗和邻居泰瑞·基尼森（英語：Terry Kinnison）在交易價值超过3,000美元的土地时产生纠纷。基尼森败诉，並需向韦弗額外支付賠償及法庭費用2,100美元。随后，基尼森写信向联邦调查局、美国特勤局和县治安官警长舉報，称韦弗曾扬言要杀死教宗若望·保禄二世、总统与爱达荷州州长约翰·V·埃文斯。1985年1月，联邦调查局和美国特勤局对此事展开调查。同年2月12日，韦弗夫妇接受了两名联邦调查局特工、两名特勤局特工、邦德里县警长及其首席调查员长达数小时的面谈。特勤局得到的情報称韦弗是雅利安国的成员，而且住所貯藏了大量武器储备，但韦弗否认指控。最终韦弗没有受到任何的控告。
虽然调查指出韦弗与雅利安国成员弗兰克·卡姆尼克有联系，但是韦弗向调查人员否認他和卡姆尼克是雅利安国成员，并表示卡姆尼克其实是與极右组织“圣约、剑及武装”有关。1985年2月28日，韦弗夫妇向县法院提交诉讼，指控有人基於私怨而密謀引起联邦调查局對韦弗家族的关注。1985年5月6日，韦弗夫妇写信给罗纳德·里根总统，声称他们的仇人有可能寄了一封伪造签名的恐吓信给总统。虽然没有任何证据表明该恐吓信的存在，但在1992年，检察官却引用1985年的这封信作为韦弗家族密謀危害联邦政府的公然行为證據。

### 美國菸酒槍炮及爆裂物管理局的最初参与
美國菸酒槍炮及爆裂物管理局（下稱ATF）第一次注意到韦弗是在1986年7月的世界雅利安大会（英語：World Aryan Congress），当时韦弗应弗兰克·卡姆尼克（Frank Kumnick，ATF原定的调查对象）的邀请，第一次出席雅利安国的会议。ATF的一名线人在会议上结识了韦弗；他在后来的报告中把韦弗描述成一个「武器商」。之后的三年间，韦弗与这位线人有过好几次接触。1989年7月，韦弗邀請線人到家中討論成立一個組織，以對抗被錫安主義者支配的聯邦政府。1989年10月，ATF称韦弗卖给线人两支削短型霰弹枪，枪支的总长度短于联邦法律的规定。1989年11月，韦弗指控那名ATF线人是警方派来的卧底；韦弗后来写道，他当时是得到了一位名叫“Rico V.”的人的提醒。之后，那名ATF线人的上司赫伯·拜尔利（英語：Herb Byerly）下令停止和韦弗的接触。这位出卖ATF线人的“Rico V.”实为联邦调查局的线人里科·瓦伦蒂诺(英語：Rico Valentino)。
1990年6月，赫伯·拜尔利想利用韦弗出售短管霰弹枪一事，逼迫他成为ATF的线人深入雅利安国进行调查。韦弗拒绝了，ATF隨後对韦弗提出槍枝诉讼，并声称他曾是一个被刑事定罪的银行劫犯（但这些说法都是假的，当时的韦弗并没有犯罪前科；随后的参议院调查也证实“找不到韦弗与银行劫案相关的任何嫌疑”）。1990年12月，联邦大陪审团以“于1989年10月制造且持有（而并非出售）非法武器”罪名起訴韦弗。
ATF进行研究后判断，直接去韦弗的家中將其逮捕具有危险性。1991年1月，ATF派出特工伪装成抛锚的司机，在韦弗夫妇停车过来帮忙时將他们拘捕。兰迪·韦弗在获知指控后得到保释，并被告知审判的开庭日期為1991年2月19日。1991年1月22日，法庭指派律师埃弗雷特·霍夫梅斯特（英語：Everett Hofmeister）作为韦弗的辩护律师。同日，韦弗给美国缓刑监视官卡尔·里金斯（英語：Karl Richins）打了一通电话，稱自己被要求于今天和他联系。当时里金斯还没拿到此案件的档案資料，因此他讓韦弗留下联系方式，以便在收到材料後联络韦弗。但据他所述，韦弗并没有留下他的电话号码。1月19日、1月31日和2月5日，辩护律师霍夫梅斯特三度致函韦弗要求与他取得联系以准备法庭辩护。
为了让參與庭审的人士在联邦假期后有充裕的准备时间，1991年2月5日，開审日期由2月19日改为2月20日。法庭书记致函通告了日期的变化，但通知没有直接发给韦弗，而是发给了他的律师。2月7日，里金斯给韦弗寄了一封信，表示他已拿到案件的档案資料，需要跟韦弗取得联系，但他在信中误把审判日期写成3月20日。2月8日，律師霍夫梅斯特再次尝试以信件方式联系韦弗，通知他审判日期在2月20日，让韦弗立即和他取得联系。霍夫梅斯特还多次致电认识韦弗的人，让他们通知韦弗给他打电话。霍夫梅斯特告诉法官，他在排定的开庭日期之前没有从韦弗那里收到任何回复。
2月20日，韦弗未在法庭上出现，因此法官以未出庭为由发出了法官通缉令（英語：Bench Warrant）。2月26日，庫特奈山谷时报（英語：Valley Time）的记者肯·凯勒（英語：Ken Keller）致电美国缓刑办公室，询问是否是因为里金斯信中的错误导致了韦弗错过了庭审。首席缓刑监视官泰伦斯·胡梅尔（英語：Terrence Hummel）看到該信件的副本后马上联系法官书记，通知信中弄错日期一事。胡梅尔还联系了美国法警和韦弗的律师，告知他们信中的错误；但是法官还是拒绝撤回拘捕令。最终，美国法警同意推迟执行法庭拘捕令，以確認韦弗会否在3月20日當天出席庭審。美国司法部表示，如果韦弗于3月20日出現，他们就会撤销所有的法院拘票。然而，美国联邦检察官办公室（USAO）并没有等到3月20日，而是在3月14日就召集了大陪审团会议。由于USAO并未在会上向陪审团提供里金斯那封出錯的信件来证明韦弗可能是誤解了出庭时间，所以大陪审团对韦弗提起了未能按时出庭的诉讼。

### 美国法警参与
ATF将韦弗案移交给美国法警处理后，没有将他们曾经尝试吸收韦弗成为线人一事告诉美国法警。
作为联邦法院的法律执行机构，美国法警承担了逮捕兰迪·韦弗的职责。不同于大多数为了躲避逮捕而跨州逃离的联邦逃犯，兰迪·韦弗只是呆在家中，當有人用武力把他带走時可能會作出反抗。
韦弗对于政府本来就有着强烈的不信任感，而那封错误的信使他的不信任感加剧；这可能导致他不愿意出庭受审。从政府和律师处得到信息的不一致让韦弗感到怀疑——这种不一致让他怀疑有阴谋的存在。韦弗开始相信，出庭会使他受到不公正的审判。当他被错误地告知：如果败诉，他将失去土地，妻子薇姬无家可归，而且政府将带走他们的孩子；他的不信任感又增加了一分。
尽管美国法警人员尝试与韦弗进行和平谈判，但是韦弗拒绝离开自己的木屋。1991年3月5日至1991年10月12日，韦弗与美国法警罗恩·伊万斯（Ron Evans）、W·瓦伦·梅斯（W. Warren Mays）和戴维·哈特（David Hunt）通过第三方進行过会谈，直到联邦助理检察官罗恩·伊万斯作出指示才停止这种接触。联邦检察官要求所有的谈判都要经过韦弗的法院指定辩护律师来进行；但是韦弗和检察官完全没有任何接触，而且韦弗拒绝和他交谈。随后，法警开始准备逮捕韦弗的計劃，以押解他出庭接受審議。
虽然法警根据指示停止了谈判，但是他们还在尝试和韦弗进行其它形式的接触。1992年3月4日，法警罗恩和杰克·克拉夫（Jack Cluff）开车前往韦弗的庄园，假扮成房地产购买者与韦弗进行交谈。1992年3月27日的美国法警总部会议上，阿尔特·罗德里克（Art Roderick）以“北境曝光（Northern Exposure）”命名了接下来的作战行动。他们出动了监控小组，设置了相机用于记录韦弗在住所的活动。法警观察到韦弗与家人在见到车辆和来访者时，会把自己武装起來，直到他们认出访客。

### 威胁来源文件
自1991年2月，美国法警开始記錄兰迪·韦弗的威胁来源文件。参议院司法委员会的一个小组委员会后来在1995年的一份报告中批评该文件：
小组委员会[...]关注到，调查韦弗案件的法警在了解到事实和他们一直以来所得到的信息互相矛盾時，他们并没有就最新的資訊諸如兰迪·韦弗的身份背景或其可能构成的威胁进行充分的整合。若法警曾嘗試作出一些努力，對從各渠道收集回來的信息進行可信度評估，他们就不会记录下这些了。因此，法警没有使威胁来源文件保持与时俱进，只是不断新增信息扩大文件，而从来没有從真正意義上更動及修訂過他们的评估。这些问题使其他执法官员很难准确评估情况，因为一些与韦弗持续接触的人们所提供的第一手资料沒有得到良好使用。
事件中被法警起用的第三方中间人，被评价为比韦弗更激进，例如比尔·格雷德尔（Bill Grider）、朱迪·格雷德尔（Judy Grider）、阿兰·杰普森（ Alan Jeppeson）和理查德·巴特勒（Richard Butler）。当美国副法警（DUSM）戴维·哈特就韦弗问题问比尔：“要不我直接到他那里......和他談談？”比尔回答：“让我这么解释给你聽吧，如果我處在我名下的土地上，有人拿着枪想来伤害我，那么我可能会毙了他。” 他的话后来被政府报道，归结为韦弗是一个威胁。
小组委员会又提到，一份評估韦弗心理狀態的文件由一个对案件不熟悉，也沒有親身與韦弗面談的人完成。他在文件中以兰德先生來称呼韦弗。后来司法部内部流传的备忘录认为：
联邦、一些州份及地方的执法人员假设，因為韦弗是前美國陸軍特種部隊成員，谁试图逮捕他，都会被格杀勿论；他貯藏各式武器，他在房产上设置詭雷并且开挖隧道。夸大了韦弗的威胁性。

### 里维拉直升机事件
1992年4月18日，格拉多·里维拉（Geraldo Rivera）主持的电视节目《现在可以说》的直升机飞过韦弗的领地后，有媒體报道称韦弗向直升机开枪。一架武装直升机在俯瞰韦弗的房产时受到其枪击。當天，愛達荷州法警正在附近架設监控摄像头以監視韦弗一家，參與行動的其中一名法警W·瓦伦·梅斯在1992年4月18日提交的报告中说，他曾目擊韦弗的房产附近出現直升机，但是并没有听到任何枪声。
韦弗接受愛達蓮報章记者采访時，否认曾向直升机开火。直升机飞行员理查德·维斯（Richard Weiss）在接受FBI FD-302的询问时最终否认韦弗曾经向直升机开火。
然而韦弗向直升机开枪的报道，成为後來聯邦調查局人質拯救隊指挥官理查德·罗格斯（Richard Rogers）在1992年8月21日至22日制定红宝石山脊交战规则时援引的理由。尽管理查德·维斯（Richard Weiss）一再否认直升机曾被击中，但联邦检察官罗恩·豪顿（Ron Howen）还是据此指控兰迪、薇姬和哈里斯向直升机开了两枪，作为韦弗的阴谋犯罪行动證據。

## “Y”字路口事件
由于美国法警主管亨利·E·哈德森（Henry E. Hudson）需要参加确认听证会，“北境曝光（Northern Exposure）”作战计划暂停了三个月。由于注意到美国法警活动的减少，威弗一家开始相信美国法警已放弃了案件。
1992年8月21日，6名法警被派往侦察区域，以尋找一个远离木屋的合适地点来埋伏并逮捕威弗。这些法警身着迷彩服，配备夜视镜和M16步枪。副法警阿尔特·罗德里克（Art Roderick）、拉瑞·库伯（Larry Cooper）和比尔·德根（Bill Degan）组成了侦察团队；剩下的法警戴维·哈特（David Hunt），乔什·托马斯（Joseph Thomas）和弗兰克·诺里斯（Frank Norris）在木屋北边的山脊上组成一个观察哨所（OP）。
罗德里克向威弗的木屋扔了两块石头来测试狗的反应，这是冲突的开始。這動作驚動了狗，威弗的朋友凯文·哈里斯（Kevin Harris）和威弗的14岁儿子萨米从木屋中出来，跟着狗去查看发生什么事。哈里斯和年幼的萨米希望狗是發現了其他動物，因为木屋已经没有肉了。萨米告诉他的父亲，他认为狗已经感应到有一只大型动物或者一个人在树林里。侦察队法警（罗德里克、库伯和德根）最初在穿過树林撤退时与观察哨所保持着无线电联系，但后来到了隐蔽的防御阵地之后就中断了联系。
后来观察哨所的法警和威弗一家都表示，在山脚下的邻居开走了他们的皮卡后，威弗家的狗察覺到在树林中的侦查队法警。侦察队的法警穿过树林撤退到在木屋以西500码小径上的“Y”型路口，在那儿看不到木屋。萨米和哈里斯跟着狗穿过树林；与此同时，兰迪也在一条不同的小径上步行跟踪。薇姬、萨拉、里切尔和婴儿伊丽莎白則待在木屋。观察哨所起初很焦虑，但后来松一口氣。兰迪在小径的“Y”型路口遇到了法警，罗德里克聲稱當時曾大喊：“退后！我是美国法警！”看到蘭迪的库伯亦說他曾喝道：“住手！我是美国法警！”后来由罗德里克、库伯和兰迪的记录表明，当时兰迪以咒骂及表明身份等话语来回应。大约一分钟后，男孩和狗走出树林，法警与萨米、哈里斯之间互相交火。
在谁首先开火的問題上雙方各執一詞，但雙方皆認同的是副法警罗德里克开枪打死了威弗家的狗以及萨米开枪还击罗德里克。联邦特工后开始射击，导致14岁的萨米向后撤退时被枪杀，同时美国副法警德根被哈里斯射杀。
由美国副法警罗德里克和库伯描述的交火版本是：當時狗先從樹林裡走出來，隨後的是哈里斯和萨米。副法警德根挑衅哈里斯，哈里斯转身射杀了德根，而當时德根并未开枪。罗德里克出手射杀威弗家的狗，此时萨米朝着罗德里克开了两枪，随后罗德里克還击。罗德里克和库伯稱听到多次来自威弗一家的枪声。库伯向哈里斯射击了两个三连发，使哈里斯像“一袋土豆”似的倒下，冲击力令树叶飞了起來。库伯看到萨米跑开，就用无线电通知观察哨所里的戴维说哈里斯被击伤或击毙。
哈里斯的交火版本是，狗从树林中走出来，后面跟着萨米和哈里斯。狗跑到库伯那邊，然后又跑向罗德里克；此時罗德里克在萨米面前向狗开枪，憤怒的萨米咒骂罗德里克并朝他开枪射击。德根這時从树林中走出来，用M16步枪打中了萨米的手臂。随后哈里斯向德根开火，德根胸部中槍倒下。库伯向哈里斯开火，哈里斯后退寻找掩蔽；库伯再次射擊，击中了萨米的背部使其倒下。哈里斯在库伯面前约6英尺开火，迫使库伯寻找掩護。哈里斯稱直到此時，庫伯才表明身份。哈里斯察看萨米後发现他已经死了，于是跑回了木屋。
在之後审判中展示的弹道報告（还有由美国副警官马克·杰格森（Mark Jurgeson）对于法警枪支的弹药计数）表明双方一共开了19枪：阿尔特·罗德里克用M16A1开了一枪，比尔·德根在移动至少6.5米的途中用M-16步枪打出7发子弹，拉瑞·库伯用柯尔特9毫米冲锋枪打出6发子弹；萨米·威弗用儒格Mini-14半自动步枪打出三发.223子弹，以及凯文·哈里斯从恩菲尔德M1917步枪打出两发.30-06春田步枪弹。
在1993年审判中的交火证词上，拉瑞·库伯承认：“这些事情都被压缩在短短几秒钟里......很难记住谁首先开火。”由检方召来的弹道专家交叉测试作证没有任何實質证据可以反驳雙方在开火方面的主張。彈道專家法科勒（Martin Fackler）作证罗德里克开枪打死了狗，德根射中萨米的右肘，而哈里斯毙了德根，以及库伯“可能”开枪打死了萨米。1993年陪审团就德根的死，接受了哈里斯的自卫抗辯，哈里斯无罪释放。1997年，边界县警长格雷戈·斯普伦高（Greg Sprungl）对“Y”路口展开了一次搜索，卢西恩·哈格证实在搜索中发现的一颗子弹与库伯的枪相匹配，并且上面含有萨米·威弗的衬衫上的纤维成分。
在“Y”型路口的交火之后，法警哈特和托马斯从山坡下来到邻居的房子，以请求美国法警危机中心支援；法警诺里斯、库伯和罗德里克則待在德根的尸体附近。兰迪和薇姬到“Y”型路口搬走了萨米的尸体。兰迪、薇姬和哈里斯将萨米的尸体放在主木屋附近的待客木屋。威弗、薇姬与他们的三个女儿和哈里斯躲在自己的房子裡。从11:15时起，哈特向华盛顿危机中心报告没有再听到枪声。
法警哈特向愛達荷州執法部門尋求直接支援，並向聯邦調查局匯報一名法警已被杀害。联邦调查局華盛頓總部从匡提科調派人质救援队到爱达荷州。盐湖城聯邦調查局办公室的特工主管Eugene Glenn被任命为现场总指挥。与此同时，爱达荷州的警察、ATF、法警、联邦调查局、美国边境巡逻队和县警长办公室都紧急动员。此外，在1992年8月21日，爱达荷州州长塞西尔·安德鲁斯，在边境县宣布進入紧急状态，允许联邦调查局使用Bonners码头的爱达荷州国民警卫队军械库，在計劃延迟后，使用国民警卫队装甲运兵车（APCs）。随后对峙持续了12天，数百名联邦探员包围了房子，并尝试了一次促使投降的谈判。

## 围攻和争议
8月22日，美国联邦调查局HRT狙击/观察员小组部署在木屋附近，同时谈判人员坐上装甲运兵车接近木屋，大声要求Weaver投降。在部署之前，HRT指挥官Richard Rogers傳達批准狙击手/观察员小组使用於红宝石山脊的特殊交战规则。这些军事规则不同于FBI的标准致命武力政策。有些狙击手形容为“绿灯”，“格杀勿论”。 
红宝石山脊的交战规则（ROE），是根據美国法警总部和联邦调查局总部所提出的报告為基础來制定，但这些报告均受到了未经证实的新闻干扰，夸大了Weaver一家人带来的威胁。
1. 在接到通知前，如果發現任何成年男性擁有武器，在不危及任何儿童的前提下應該采取致命武力。
2. 在宣布投降后，如果發現成人擁有武器且不投降時，應該采取致命武力来制服對方。
3. 如果受到任何动物（尤其是狗）攻擊，应该杀死牠。
4. 除了Randy Weaver，Vicki Weaver，Kevin Harris的任何人出現死亡或严重身体伤害的威胁，联邦调查局致命武力的规则生效。可以使用致命武力防止自己或他人被杀死或受到严重伤害。[61]

不同於红宝石山脊的交战规则，联邦调查局标准致命武力政策是：
“特工不能对任何人使用致命武力，除了当他们有理由相信他们或他人曝露在死亡或对身体的严重伤害的危险之中时，采取必要的自卫或他人的防御。每当上述條件達成时，在致命武力采取之前，应给予口头警告。”
在红宝石山脊规则3和4下，Weaver家的狗，Vicki的孩子，和第三方都适用于标准致命武力政策，也就是当他们表现出對于特工死亡或严重身体伤害的威胁的时候，特工能夠开枪自衛。然而，當對象是Weaver家的成年男性時，在红宝石山脊规则1和2下，採取致命武力無需防衛理由以及任何口頭警告。
被分配到红宝石山脊的FBI特种部队认为红宝石山脊的作战规则是“疯狂”的，他们中的绝大多数同意彼此遵循FBI原本的致命武力政策。然而，大多数FBI的HRT狙击/观察员把ROE视为修改过致命武力政策。例如：HRT的狙击手Dale Monroe将ROE视为可以对视线内的武装成年男性开枪的绿灯而HRT狙击手Edward Wenger相信，如果他观察到武装成年人，他可以使用致命武力，但他是应该对所有其他个人采用标准的致命武力政策。联邦调查局在红宝石山脊的人质谈判专家，Fred Lanceley对ROE感到“惊讶和震惊”并且认为ROE是他在300余次人质谈判情况下最苛刻的交战规则，他把ROE归为与标准政策严重不一致。后来的一份参议院报告批评ROE为“不切实际的就地开枪命令”。
在谈判专家到达木屋之前，FBI狙击手Lon Horiuch在Weaver木屋上方超过200码的地方，当Weaver在打开小木屋上的门闩来看望他死去的儿子的尸体时，对其开枪，打中Randy Weaver的后背，子弹留在他的右腋下（狙击手在后来的审判作证，他已经把他的十字线瞄准对准Weaver的脊柱，但是Weaver在最后一秒移动了。）。然后，当Weaver，他16岁的女儿萨拉，和Harris跑回房子的时候，Horiuch开了第二枪，炸掉Vicki Weaver半面的脸，杀了她，同时击中了Harris的胸前。在那时，Vicki Weaver站在门背后，在她的怀里抱有其10个月大的婴儿伊丽莎白，而Harris正从那扇门进入房子。司法部职业责任办公室（OPR）红宝石山脊专责小组报告（1994年6月10日）在部分Ⅰ执行摘要下的副标题B——重要发现下表示第二枪不符合宪法对于合法使用致命武力的标准。OPR审查还发现缺乏对于投降的要求是“不可原谅”的，因为Harris和Weaver夫妇正在寻找掩蔽的场所而没有还击，并没有迫在眉睫的威胁。专案组还特别指责Horiuchi在不知道是否有人在门的另一侧的情况下射透了门。虽然是在是谁负责批准由狙击手后来执行的ROE规则上存在争议，但是专案组还是谴责所谓的允许在不提出投降要求下开枪的“交战规则”。 
在他们接受到的来自美国法警Hunt, Cooper和Roderick关于8月21日发生事件的陈述的基础上，联邦调查局总部和在爱达荷州的现场指挥官重新评判了现在的局势。在1992年8月24左右，Weaver家庭被围困的第四天，FBI副助理总监Danny Coulson写了一份备忘录：

OPR 004477

要考虑的事情

1.对Weaver的控告都是狗屁。

2.没有人看到Weaver开枪。

3.并没有对Vicki的指控。

4.Weaver的防守。他跑下山是为了看一看狗对什么狂吠，一些家伙枪杀了他的狗，并开始对他开枪。

杀死了他的儿子。是Harris开枪射杀了Degan。他（Weaver）并没有做任何违法的事情。
在1992年8月26日上午10点35分，在从8月22日HRT到达以来一直在实行的交战规则被废除。
僵局最终由富有同情心的公民协商者Bo Gritz，Jack McLamb和Jackie Brown解决。Harris在8月30日投降。FBI的HRT指挥官给Gritz制定最后期限让Weaver家剩余的人投降，否则僵局将采取突击战术解决。Randy Weaver和他的女儿第二天投降。Harris和Randy Weaver被逮捕。Weaver的女儿被释放并且由亲属照顾，但也有一些人考虑到了指控萨拉，她已经16岁了，已经是一个成年人了。
在随后的审讯中，Weaver最终被免除所有的指控，除了关于他违反了他的保释条件未按时出庭的指控，为此，他被判入狱18个月，并罚款10,000美元。计入延迟的时间，Weaver需要服4个月的额外的监禁。Weaver的辩护律师Gerry Spence并没有为Weaver进行辩护。相反，他说服陪审团相信仅仅通过他的交叉测试所得的结论并且不相信政府的证人以及证据。
Kevin Harris由律师David Niven辩护，被免除所有指控。
Randy Weaver和Kevin Harris的辩护律师声称，在整个1993年的审判中，ATF，美国法警和联邦调查局的特工们犯了严重错误，导致司法部（DOJ）创建了“红宝石岭特遣部队”并在1994年6月10日发表一个542页的报告递交给OPR。虽然删节的版本流传在一个对律师的信息服务机构Lexis Counsel Connect上，但是报告全文从来没有被官方发布过。问题仍旧存留在红宝石岭事件和随后的Waco的围攻（Waco siege），其中涉及相同的机构和许多相同的政府部门。参议院恐怖主义，技术和政府信息的小组委员会举行了14天的听证会，结束于1995年10月19日。听证会由CSPAN播出并确认了由司法部OPR报告引起的许多问题。

## 劫后余生
1994年内部的红宝石山脊专责小组报告和1995年的公共的参议院小组委员会对于红宝石山脊事件的报告均批评交战规则是违宪的。一份1995年关于联邦执法机构使用武力的美国政府问责办公室的报告指出：“在1995年10月，财政部和司法部通过使用致命武力政策来规范其组成机构多年来已采取的各项政策。” 主要的变化是要求有合理理由相信死亡或严重的身体伤害“迫在眉睫”，这让所有的联邦执法机关采取的致命武力的政策符合美国最高法院适用于国家和地方的LE机构的裁决(Tennessee v. Garner, 471 U.S. 1, 18 (1985) and Graham v. Connor, 490 U.S. 386 (1989))。
幸存的威弗家族成员提起过失致人死亡的诉讼。为了避免审判和可能较高的结算，在1995年8月，联邦政府给Randy Weaver10万美元的和解费和他的三个女儿每人各100万美元。在和解之外，政府不承认对于Sammy和Vicki Weaver的死亡有任何不当行为。
联邦调查局局长Louis Freeh对十二名联邦调查局员工给予纪律处分或建议对其纪律处分的惩罚，鉴于他们处理事件和后来对Randy Weaver和Harris起诉中的行为。他在美国参议院听证会对事件展开调查之前形容它为“与过度的联邦执法的执行相同”，并表示：“对于红宝石山脊事件的法律执行过度”。 
一个CBS关于红宝石山脊事件，题为《红宝石山脊：“美国的悲剧”》的电视连续短剧，在1996年5月19日和1996年5月21日之间播出。它是以记者Jess Walter所写书《每个膝盖将鞠躬（Every Knee Shall Bow）》为基础，由Laura Dern主演Vicki，Kirsten Dunst主演Sara，Randy Quaid主演Randy。电视连续剧以像《红宝石山脊围困事件（The Siege at Ruby Ridge）》电影的形式一起编辑。
FBI的HRT的狙击手Lon Horiuchi于1997年被爱达荷州的边境县起诉故意杀人罪，检察官说之前误杀罪的诉讼时效过期，但辗转来到联邦法院审判并迅速以主权豁免的理由驳回。撤销控罪的]决定是全体法官审判的第九巡回作出的，认为有关事实的情况下有足够的不确定性让Lon Horiuchi过失杀人的罪名受审。最终，当时在任的边界县检察官布Brett Benson，谁曾在2000年的选举中击败了Woodbury，决定放弃指控，因为他觉得这是不可能的让国家来证明案件情况而且已经过去太多的时间了。特别检察官，Yagman，回应说，他“非常赞同Benson作出的决定。” 
Kevin Harris也被以谋杀美国副法警Bill Degan的一级谋杀罪名起诉，但被一罪不受两次审理原则的理由被驳回，因为他以同样的罪名于1993年联邦刑事审判中被判无罪。
Randy和Sara Weaver在1998年写了一本关于这次事件的平装书，《红宝石山脊，联邦围困事件（The Federal Siege at Ruby Ridge）》（书的附录是1995年的对美国参议院红宝石山脊听证会的报告的翻版）。
Kevin Harris的律师提出了Harris的民事赔偿诉讼。尽管联邦官员发誓，他们绝不会给杀害美国法警的人赔偿金，但是在2000年9月，经过坚持不懈的上诉，Harris从政府获得了380,000美元的补偿费用。
Weaver的家庭，包括Randy，后来搬到蒙大拿州的Kalispell，在那儿，Sara和另外两个Weaver的女儿就业。成为一个重生的基督徒后，Sara Weaver说，在2012年，她已经原谅了杀死了她的母亲和弟弟的联邦特工。

## 流行文化
在犯罪心理第三季第七集“自立为王（英文名为“Identity”）”中，调查团队在调查发生在蒙大拿州的一个案件的时候，不得不和在此次事件（红宝石山脊事件）与Waco的围攻之后不再信任政府的当地民兵组织打交道。这集中多次提到了这次攻击，并且FBI特工David Rossi宣称他当时就在攻击现场，并哀悼道：“所有人记得的只是FBI枪杀了一个抱着孩子的妇女。”
美国歌手兼作曲家Jackson Browne在他2002年的专辑The Naked Ride Home中的"Casino Nation"的第三节提到了这次事件。
影片Arlington Road中的一些情节也是根据这次事件改编而来的。
畅叙书《你当像鸟飞往你的山》（Educated）中也提及了这一事件。
2018年由派拉蒙電視網出品的迷你影集《韋科慘案》的第一集中演繹了紅寶石山脊的對峙，包括薇姬·威弗遭射殺的情景。

## 相关资料

### 第一手来源
- Ruby Ridge Task Force.  (报告). Washington, DC: U.S. Department of Justice. 1994-06-10  [2017-11-22]. （原始内容存档于2020-11-11）.

从此文件中引用的章节有：
- I. Introduction / Executive Summary

- §B. Significant Findings.

- IV. Specific Issues Investigated

- §B. The Failure of Weaver to Appear for Trial (2. Statement of Facts, subsection c.; or passim);
- §C. Efforts by the Marshals Service to Effect the Arrest of Weaver (2. Statement of Facts, subsections a., g.);
- §D. Marshals Service Activities Between August 17 and 21, 1992 (2. Statement of Facts, subsection c.; 3. Discussion, subsections a., c.; 4. Conclusion; or passim)
- §F. FBI's Rules of Engagement and Operations on August 21 and 22, 1992 (2. Statement of Facts, subsections a.-g.; 3. Discussion, subsection a; or passim);
- §H. Law Enforcement Operations at Ruby Ridge From August 22, 1992 Until August 31, 1992 (2. Statement of Facts, subsection b.); and
- §L. Scope of the Indictment and Alleged Prosecutorial Misconduct Before the Grand Jury (passim).

- VI. Chronology of Events (passim).

注：网上可以找到一些内容基本相同的其他来源，仅仅在标题和介绍部分有所不同。
- Ruby Ridge Task Force (November 9, 2006 rel.) [ June 10, 1994].  (PDF series) (报告). Washington, DC: U.S. Department of Justice.

这一系列PDF文件包含了完整且多次修订过的报告：
cover page-p. 39 （页面存档备份，存于）, pp. 40-84 （页面存档备份，存于）, pp. 85-125 （页面存档备份，存于）, pp. 126-165 （页面存档备份，存于）, pp. 166-211 （页面存档备份，存于）, pp. 212-251 （页面存档备份，存于）, pp. 252-298 （页面存档备份，存于）, pp. 299-338 （页面存档备份，存于）, pp. 339-395 （页面存档备份，存于）, pp. 396-474 （页面存档备份，存于）, pp. 475-516 （页面存档备份，存于）, 和 pp. 517-545 （页面存档备份，存于）, 均来自于Justice.gov （页面存档备份，存于）
- U.S. Senate Subcommittee on Terrorism, Technology and Government [Arlen Specter, Chair].  (报告). Washington, DC: U.S. Senate: 154 pages. 1996  [2017-02-08]. Reproduced in published book form by Diane Publishing, Collingdale, PA, ISBN 0788129767 / ISBN 9780788129766.

从此文件中引用的章节有：
- Introduction
- B. United States Marshal Service

- § 5. August 21, 1992 Firefight (subsections a.-c.)

- D. Federal Bureau of Investigation

- § 4. Two Shots Taken by Sniper/Observer on August 22, 1992 (subsection c.)

- Weaver, Randy & Weaver, Sara. . Ruby Ridge, ID: Ruby Ridge Inc. 1998  [2017-02-08]. ISBN 0-9664334-0-8.

### 第二手来源
- Walter, Jess. . New York, NY: Regan Books/HarperCollins. 2002 [1995]  [2017-02-07]. ISBN 0-06-000794-X. （原始内容存档于2020-08-18）.